# Drain (Oregón)
Drain es una ciudad ubicada en el condado de Douglas en el estado estadounidense de Oregón. En el año 2000 tenía una población de 1.021 habitantes y una densidad poblacional de 730 personas por km².

## Geografía
Drain se encuentra ubicada en las coordenadas 43°39′42″N 123°18′53″O / 43.66167, -123.31472.

## Demografía
Según la Oficina del Censo en 2000 los ingresos medios por hogar en la localidad eran de $27,833, y los ingresos medios por familia eran $34,231. Los hombres tenían unos ingresos medios de $30,278 frente a los $20,063 para las mujeres. La renta per cápita para la localidad era de $13,810. Alrededor del 10.3% de la población estaban por debajo del umbral de pobreza.